# Queen Bees
Le Queen Bees erano un gruppo musicale al femminile attivo dal 2004 al 2006 e formato da Anita Skorgan, Rita Eriksen e Marianne Antonsen, quest'ultima rimpiazzata da Hilde Heltberg.

## Carriera
Il gruppo era stato inizialmente fondato nel 1998 da Anita Skorgan, Rita Eriksen e Marianne Antonsen insieme a Silje Nergaard, tutte e quattro già affermate nel panorama musicale norvegese, riunendosi per cantare ad eventi privati. Nel 2004 Silje Nergaard ha abbandonato il progetto; allo stesso tempo, le tre componenti rimaste hanno scelto il nome Queen Bees e hanno iniziato ad esibirsi in pubblico, mentre registravano il loro album di debutto.
L'album, From the Fountain, è uscito nell'ottobre del 2005 e ha debuttato alla 16ª posizione della classifica norvegese, vendendo 13 000 copie nelle sue prime tre settimane di disponibilità. Alla fine dello stesso anno Nel 2005 Marianne Antonsen ha lasciato il gruppo, venendo sostituita da Hilde Heltberg.

## Discografia

### Album
- 2005 – From the Fountain

### Singoli
- 2005 – Whole New You